# Núcleo (teoría de juegos)
En la teoría de juegos, el núcleo es el conjunto de asignaciones factibles que un subconjunto (una coalición) de agentes de la economía no puede mejorar. Se dice que una coalición mejora o bloquea una asignación factible si los miembros de esa coalición están mejor con otra asignación factible que es idéntica a la primera, excepto que cada miembro de la coalición tiene un paquete de consumo diferente que es parte de un consumo agregado, paquete que se puede construir a partir de tecnología disponible públicamente y las dotaciones iniciales de cada miembro de la coalición.
Se dice que una asignación tiene propiedad principal si no hay una coalición que pueda mejorarla. El núcleo es el conjunto de todas las asignaciones factibles con propiedad principal.

## Origen
La idea del núcleo ya apareció en los escritos deEdgeworth (1881), en el momento denominado curva de contrato. Incluso si von Neumann y Morgenstern lo consideraron un concepto interesante, solo trabajaron con juegos de suma cero donde el núcleo siempre está vacío. La definición moderna del núcleo se debe a Gillies.

## Definición
Considere un juego cooperativo de utilidad transferible {\displaystyle (N,v)} dónde {\displaystyle N} denota el conjunto de jugadores y {\displaystyle v} es la función característica. Una imputación {\displaystyle x\in \mathbb {R} ^{N}} está dominada por otra imputación {\displaystyle y} si existe una coalición {\displaystyle C}, de modo que cada jugador en {\displaystyle C} prefiere {\displaystyle y}, formalmente: {\displaystyle x_{i}\leq y_{i}} para todos {\displaystyle i\in C} y existe {\displaystyle i\in C} tal que {\displaystyle x_{i}<y_{i}} y {\displaystyle C} puede hacer cumplir {\displaystyle y} (amenazando con dejar la gran coalición para formar {\displaystyle C} ), formalmente: {\displaystyle \sum _{i\in C}y_{i}\leq v(C)}. Una imputación {\displaystyle x} está dominada si existe una imputación {\displaystyle y} dominándola.
En ese juego el núcleo es el conjunto de imputaciones que no están dominadas.

## Propiedades
- Otra definición, equivalente a la anterior, establece que el núcleo es un conjunto de asignaciones de pago. {\displaystyle x\in \mathbb {R} ^{N}} que satisface:

1. Eficiencia: {\displaystyle \sum _{i\in N}x_{i}=v(N)} ,
2. Racionalidad coalicional: {\displaystyle \sum _{i\in C}x_{i}\geq v(C)} para todos los subconjuntos (coaliciones) {\displaystyle C\subseteq N} .

- El núcleo siempre está bien definido, pero puede estar vacío .
- El núcleo es un conjunto que satisface un sistema de desigualdades lineales débiles. Por tanto, el núcleo es cerrado y convexo.
- El teorema de Bondareva-Shapley: el núcleo de un juego no está vacío si y solo si el juego es "equilibrado".[4][5]
- Todo equilibrio walrasiano tiene la propiedad central, pero no al revés. La conjetura de Edgeworth establece que, dados supuestos adicionales, el límite del núcleo cuando el número de consumidores llega al infinito es un conjunto de equilibrios walrasianos.
- En el caso de n jugadores, donde n es impar. Un juego que propone dividir una unidad de un bien entre una coalición que tiene al menos (n +1) / 2 miembros tiene un núcleo vacío. Es decir, no existe una coalición estable.

## Ejemplos

### Ejemplo 1: Mineros
Considere un grupo de n mineros que han descubierto grandes cantidades de oro. Si dos mineros se pueden llevar una porción determinada de oro, entonces la recompensa de una coalición S es:
{\displaystyle v(S)={\begin{cases}|S|/2,&{\text{si }}|S|{\text{ está incluido}};\\(|S|-1)/2,&{\text{si }}|S|{\text{ está excluido}}.\end{cases}}}
Si hay más de dos mineros y hay un número par de mineros, entonces el núcleo consiste en el pago único donde cada minero obtiene 1/2 de porción. Si hay un número impar de mineros, entonces el núcleo está vacío.

### Ejemplo 2: Guantes
El Sr. A y el Sr. B tejen guantes. Los guantes son de talla única y dos guantes hacen un par que se vende por 5 €. Cada uno ha hecho tres guantes. ¿Cómo repartir las ganancias de la venta? El problema se puede describir mediante un juego de forma de función característica con la siguiente función característica: Cada hombre tiene tres guantes, es decir, un par con un valor de mercado de 5 €. Juntos, tienen 6 guantes o 3 pares, con un valor de mercado de 15 €. Dado que las coaliciones singleton (que consisten en un solo hombre) son las únicas coaliciones no triviales del juego, todas las posibles distribuciones de esta suma pertenecen al núcleo, siempre que ambos hombres obtengan al menos 5 €, la cantidad que pueden lograr por sí mismos. Por ejemplo, (7.5, 7.5) pertenece al núcleo, pero también (5, 10) o (9, 6).

### Ejemplo 3: Zapatos
Por el momento, ignoremos las tallas de los zapatos: un par consta de un zapato izquierdo y otro derecho, que luego se pueden vender por 10 €. Considere un juego con 2001 jugadores: 1000 de ellos tienen 1 zapato izquierdo, 1001 tienen 1 zapato derecho. El núcleo de este juego es algo sorprendente: consiste en una sola imputación que da 10 a los que tienen un zapato izquierdo (escaso) y 0 a los que tienen un zapato derecho (con exceso de oferta). Ninguna coalición puede bloquear este resultado, porque ningún propietario de zapato izquierdo aceptará menos de 10, y cualquier imputación que pague una cantidad positiva a cualquier propietario de zapato derecho debe pagar menos de 10000 en total a los otros jugadores, que pueden obtener 10000 por su cuenta. Entonces, solo hay una imputación en el núcleo.
El mensaje sigue siendo el mismo, aunque aumentemos los números mientras los zapatos izquierdos sean más escasos. El núcleo ha sido criticado por ser tan extremadamente sensible al exceso de oferta de un tipo de jugador.

## El núcleo de la teoría del equilibrio general
Los equilibrios walrasianos de una economía de intercambio en un modelo de equilibrio general, estarán en el centro del juego de cooperación entre los agentes. Gráficamente, y en una economía de dos agentes, el núcleo es el conjunto de puntos de la curva de contrato (el conjunto de asignaciones óptimas de Pareto) que se encuentran entre cada una de las curvas de indiferencia de los agentes definidas en las dotaciones iniciales.

## El núcleo en la teoría del voto
Cuando las alternativas son asignaciones (lista de paquetes de consumo), es natural suponer que cualquier subconjunto no vacío de individuos puede bloquear una asignación determinada. Sin embargo, cuando las alternativas son públicas (como la cantidad de un determinado bien público), es más apropiado asumir que solo las coaliciones que son lo suficientemente grandes pueden bloquear una alternativa determinada. La colección de coaliciones tan grandes ("ganadoras") se denomina juego simple. El núcleo de un juego simple con respecto a un perfil de preferencias se basa en la idea de que solo las coaliciones ganadoras pueden rechazar una alternativa {\displaystyle x} a favor de otra alternativa {\displaystyle y}. Una condición necesaria y suficiente para que el núcleo no esté vacío para todos los perfiles de preferencias, se proporciona en términos del número de Nakamura para el juego simple.

## Otras lecturas
- Ichiishi, Tatsuro (1983). «Cooperative Behavior and Stability». Game Theory for Economic Analysis. New York: Academic Press. pp. 77-117. ISBN 0-12-370180-5.
- Osborne, Martin J.; Rubinstein, Ariel (1994). A Course in Game Theory. The MIT Press.
- Peleg, B (1992). «Axiomatizations of the Core».  En Aumann, Robert J.; Hart, Sergiu, eds. Handbook of Game Theory with Economic Applications I. Amsterdam: Elsevier. pp. 397-412. ISBN 978-0-444-88098-7.
- Shoham, Yoav; Leyton-Brown, Kevin (2009). Multiagent Systems: Algorithmic, Game-Theoretic, and Logical Foundations. New York: Cambridge University Press. ISBN 978-0-521-89943-7.
- Telser, Lester G. (1994). «The Usefulness of Core Theory in Economics». Journal of Economic Perspectives 8 (2): 151-164. doi:10.1257/jep.8.2.151.

- Datos: Q2630146